# Abraham Halkin
Abraham Solomon Halkin (en ruso: Абрахам Соломон Га́лкин; Imperio ruso, 1904 – Jerusalén, 9 de marzo de 1990) fue un profesor de historia ruso-estadounidense, hermano del poeta Simon Halkin, y primo del poeta Shmuel Halkin.

## Biografía
Halkin nació en 1904 en el Imperio ruso. Fue hermano menor del novelista Simon Halkin, y primo de Shmuel Halkin.
En 1914, a los 11 años, Halkin inmigró a los Estados Unidos. Posteriormente ingresó a la Universidad de Columbia, donde obtuvo su bachillerato, maestría y doctorado.
En 1930, Halkin comenzó a impartir clases en el Seminario Teológico Judío de América. Entre 1938 y 1970, fue profesor de hebreo en el City College, en Nueva York. Tras su retiro en 1977, pasó a ser profesor emérito del seminario anteriormente mencionado. Ese mismo año, realizó su aliá hacia Israel.
Halkin era conocido por sus investigaciones sobre las obras del rabino del siglo XIV, Jedaiah ben Abraham Berdesi, principalmente su Carta apologégica. También fue un destacado erudito de la escritura de Shmuel Yosef Agnon, tema que trató en sus conferencias.
Halkin falleció el 9 de marzo de 1990 en Jerusalén, Israel, a raíz de una neumonía. Tuvo dos hijos, uno de ellos el novelista Hillel Halkin.